# Freyella indica
Freyella indica is een zeester uit de familie Freyellidae.
De wetenschappelijke naam van de soort werd in 1909 gepubliceerd door René Koehler. De beschrijving was gebaseerd op incompleet materiaal van één specimen dat was opgehaald van een diepte van ongeveer 1600 vadem (ruim 2900 meter) op een positie van 10°36,5'N, 93°40'O in de Andamanse Zee, tijdens een onderzoeksexpeditie met het Indische onderzoeksvaartuig Investigator (bemonsteringsstation 251).